# The Giancana Story
The Giancana Story is het derde solo studioalbum van de Amerikaanse rapper Kool G Rap. De titel is een verwijzing naar maffioso Sam Giancana.

## Kritieken
Hoewel het album overwegend positieve kritieken ontving, zoals 4 uit 5 sterren van HipHopDX, was het commercieel gezien geen succes. Uiteindelijk bereikte het album 'slechts' een 63ste plek in de Top R&B/Hip-Hop Albums charts van Billboard.
John Bush van Allmusic gaf 4 sterren en beschreef het album als "pure hardcore rap, with all the dark intelligence and heavy venom hip-hop fans expect from a master".

## Tracklist
| Nr. | Titel                                             | Producer(s)             | Duur |
| --- | ------------------------------------------------- | ----------------------- | ---- |
| 1.  | Thug For Life                                     | Young Lord              | 3:23 |
| 2.  | Where You At (featuring Prodigy)                  | Bink                    | 3:54 |
| 3.  | Holla Back (featuring AZ, Azz Izz, Nawz and Tito) | Buckwild                | 5:25 |
| 4.  | It's Nothing (featuring Joell Ortiz)              | Ghetto Professionals    | 2:35 |
| 5.  | Drama (Bitch Nigga)                               | Amar Pep                | 3:15 |
| 6.  | Thug Chronicles (featuring Havoc)                 | Knobody                 | 3:38 |
| 7.  | Blaze Wit Y'all (featuring Jinx da Juvy)          | Rockwilder              | 4:34 |
| 8.  | Black Widow                                       | Jaz-O                   | 4:41 |
| 9.  | Fight Club (featuring Shaqueen)                   | Franky "Nitty" Pimentel | 3:31 |
| 10. | My Life                                           | Mike Heron and V.I.C.   | 4:06 |
| 11. | Good Die Young                                    | Young Lord              | 4:14 |
| 12. | The Streets                                       | Buckwild                | 3:42 |
| 13. | Gangsta Gangsta (featuring 5 Family Click)        | Dr. Butcher             | 3:33 |
| 14. | My Life (Remix) (featuring Capone-N-Noreaga)      | Mike Heron and V.I.C.   | 5:09 |

## Samples
- "The Fix" bevat een sample van "No Love in the Room" van The 5th Dimension.
- "My Life" bevat een sample van "Fania All Stars' Cha Cha Cha" van Fania All Stars.
- "Thug Chronicles" bevat een sample van "Fourth Movement: Passacaglia" van Yusef Lateef